# Abu Dhabi Golf Championship
Abu Dhabi HSBC Championship är en professionell golftävling på PGA European Tour som spelas på Abu Dhabi Golf Club i Abu Dhabi i Förenade Arabemiraten.
Tävlingen arrangerades första gången 2006 och är en del av Europatourens expansion i Asien. Den är en av fem europatourtävlingar i Persiska viken. Prissumman 2018 var $3,000,000 varav vinnaren erhåller $500,000. Sedan 2010 är HSBC sponsor för tävlingen.
Tävlingen har blivit omtyckt även på andra sidan Atlanten, och arrangörerna lyckas årligen att få topprankade spelare - som vanligen spelar på PGA Tour - att delta. Tiger Woods har talat väl om tävlingen, och han deltog själv 2017.

## Segrare
| År                               | Vinnare                     | Resultat                    | Mot par                     | Segermarginal               | Runner(s)-up                       |
| Abu Dhabi HSBC Championship      | Abu Dhabi HSBC Championship | Abu Dhabi HSBC Championship | Abu Dhabi HSBC Championship | Abu Dhabi HSBC Championship | Abu Dhabi HSBC Championship        |
| -------------------------------- | --------------------------- | --------------------------- | --------------------------- | --------------------------- | ---------------------------------- |
| 2018                             | Tommy Fleetwood (2)         | 266                         | −22                         | 2 slag                      | Ross Fisher                        |
| Abu Dhabi HSBC Golf Championship |                             |                             |                             |                             |                                    |
| 2017                             | Tommy Fleetwood             | 271                         | −17                         | 1 slag                      | Dustin Johnson, Pablo Larrazábal   |
| 2016                             | Rickie Fowler               | 272                         | −16                         | 1 slag                      | Thomas Pieters                     |
| 2015                             | Gary Stal                   | 269                         | −19                         | 1 slag                      | Rory McIlroy                       |
| 2014                             | Pablo Larrazábal            | 274                         | −14                         | 1 slag                      | Rory McIlroy, Phil Mickelson       |
| 2013                             | Jamie Donaldson             | 274                         | −14                         | 1 slag                      | Thorbjørn Olesen, Justin Rose      |
| 2012                             | Robert Rock                 | 275                         | −13                         | 1 slag                      | Rory McIlroy                       |
| 2011                             | Martin Kaymer (3)           | 264                         | −24                         | 8 slag                      | Rory McIlroy                       |
| Abu Dhabi Golf Championship      |                             |                             |                             |                             |                                    |
| 2010                             | Martin Kaymer (2)           | 267                         | −21                         | 1 slag                      | Ian Poulter                        |
| 2009                             | Paul Casey (2)              | 267                         | −21                         | 1 slag                      | Martin Kaymer, Louis Oosthuizen    |
| 2008                             | Martin Kaymer               | 273                         | −15                         | 4 slag                      | Henrik Stenson, Lee Westwood       |
| 2007                             | Paul Casey                  | 271                         | −17                         | 1 slag                      | Peter Hanson, Miguel Ángel Jiménez |
| 2006                             | Chris DiMarco               | 268                         | −20                         | 1 slag                      | Henrik Stenson                     |